# Котанто
Котанто (осет. Котанто, груз. ქოთანთა) — село в Закавказье, расположено в  Дзауском районе Южной Осетии, фактически контролирующей село; согласно юрисдикции Грузии — в Джавском муниципалитете. 
Относится к Кемултской (Кемультской) сельской администрации в РЮО.

## География
Село расположено в междуречье рек Паца (правобережье) и её притока Кешельта (левобережье), в 10 км к северо-западу от райцентра Дзау и в 1 км к востоку от села Кемулта (Нижний Кемулта).

## Население
В 1987 году в селе Котанто проживало 120 человек. По переписи 2015 года численность населения с. Котанто составила 24 жителя. 

## Топографические карты
- Лист карты K-38-52 Джава. Масштаб: 1 : 100 000. Состояние местности на 1987 год. Издание 1989 г.